# George Gregan
George Musarurwa Gregan (* 19. April 1973 in Ndola, Sambia) ist ein ehemaliger australischer Rugby-Union-Spieler. Über mehrere Jahre hielt er den Rekord der meisten Länderspiele aller Akteure in der Geschichte des Sports. Er spielte auf der Position des Gedrängehalbs und war Teil der australischen Nationalmannschaft, die den Titel bei der Weltmeisterschaft 1999 gewann. Für mehr als zehn Jahre spielte er für die Brumbies, bevor er 2007 nach Frankreich zum Zweitligisten RC Toulon wechselte, der zuvor unter anderem Tana Umaga verpflichtet hatte. Nach einer Saison bei Toulon wechselte er zu den Suntory Sungoliath nach Japan, wo er weitere zwei Jahre spielte.

## Karriere
Gregan gehört der Generation der Spieler an, die sowohl in der Amateur- als auch in der Profiära des Rugbysports aktiv waren. Er wurde in Sambia als Sohn einer simbabwischen Mutter und eines australischen Vaters geboren. Sein zweiter Name Musarurwa bedeutet so viel wie „der Auswählte“. Als er ein Jahr alt war, zog seine Familie nach Canberra, wo er zunächst auf eine katholische Schule ging und später ein Sportstudium mit dem Bachelor of Education an der Universität abschloss.

### 1994–1999
1994 lief Gregan erstmals für die Wallabies auf, als sie in Brisbane auf Italien trafen. Im selben Jahr war er Teil eines historischen Moments im australischen Rugby. Im Spiel um den Bledisloe Cup, um den seit 1931 jedes Jahr gegen Neuseeland gespielt wird, gelang es ihm, den All Black Jeff Wilson kurz vor der Mallinie durch ein Tackling (“that tackling”) zu stoppen und somit für den Gewinn des Pokals zu sorgen. Nach zwei weiteren Spielen gegen Argentinien ging Australien als Titelverteidiger in die Weltmeisterschaft 1995. Bis zur Viertelfinalniederlage gegen England im Newlands-Stadion hatte Gregan keine Partie als Nationalspieler verloren.
Nach der Weltmeisterschaft in Südafrika wurde Rugby Union zu einem Profisport. Damit einher ging die Gründung der Super 12, einer Liga mit australischen, neuseeländischen und südafrikanischen Mannschaften. Gregan wurde einer der Schlüsselspieler der Brumbies aus Canberra. Eine weitere Folge der Professionalisierung war die Entstehung des Tri-Nations-Turniers, das zwischen Australien, Neuseeland und Südafrika ausgetragen wird. Bei der ersten Austragung der Tri Nations spielte Gregan in drei von vier Spielen und erzielte einen Versuch.
1997 wurde er zum Vizekapitän der Nationalmannschaft ernannt und war erneut Teil des Kaders zum Tri Nations, bei dem die Wallabies allerdings nur ein einziges Spiel gewinnen konnten und Letzter wurden. Trotz mittelmäßiger Leistungen in den kommenden Monaten galt Australien dennoch als einer der Anwärter auf den Titel bei den Weltmeisterschaften 1999. In der Vorrunde wurden alle drei Spiele gegen Rumänien, Irland und die USA gewonnen. Im Viertelfinale besiegte man Gastgeber Wales im Millennium Stadium. In diesem Spiel erzielte Gregan einen Versuch. Durch den Erfolg gegen die Waliser trafen die Wallabies im Halbfinale auf Titelverteidiger Südafrika, den sie mit 27:21 schlagen konnte. Im Finale gewann man souverän mit 35:12 gegen Frankreich und konnte somit den zweiten Weltmeistertitel für sich verbuchen.

### 2001–2006
Nach dem Rücktritt von John Eales 2001 wurde Gregan zum Kapitän der Wallabies ernannt. Aufgrund seiner Fähigkeit, ein Team zu leiten, stellte er sich als ideale Wahl heraus. Bei den Weltmeisterschaften 2003 in Australien spielte er bei allen sechs Partien der Nationalmannschaft. In der Vorrunde gelang ihm beim knappen Sieg gegen Irland ein Dropgoal, im Viertelfinale gegen Schottland erzielte er einen Versuch. Im Halbfinale besiegten die Australier ihren Erzrivalen Neuseeland, scheiterten im Finale jedoch in der letzten Minute der Verlängerung an England. Im Anschluss an diese Niederlage starteten die Wallabies eine Siegesserie und konnten sich unter anderem für ihre Finalniederlage revanchieren, als sie die Engländer in Brisbane mit 51:15 schlugen. Bis zum Ende des Jahres 2004 gingen unter der Führung von Gregan nur drei Spiele verloren. Im Juni des Jahres erhielt er aufgrund seiner Leistungen für den Rugbysport die Medaille Order of Australia.
Am 31. Juli 2005 bestritt Gregan beim Tri-Nations-Spiel Australiens im Subiaco Oval gegen Südafrika sein 100. Länderspiel. Im Oktober 2004 gab er bekannt, dass sein vierjähriger Sohn an Epilepsie erkrankt ist. Im Anschluss startete er eine Kampagne namens „Get on the Team“, die sich unter anderem mit Erste-Hilfe-Maßnahmen bei Epilepsieanfällen beschäftigt.
Gregan verpasste einen Großteil der Super-12-Saison 2005, da er sich in einem Spiel gegen die Waratahs ein Bein gebrochen hatte. Er kehrte zum Länderspiel gegen Italien zurück, das Australien mit 61:29 gewann. Das Tri Nations 2005 wurde allerdings zu einem Tiefpunkt in seiner Karriere, da die Wallabies alle Spiele verloren. Mit seinem Einsatz im letzten Spiel gegen die All Blacks im Eden Park kam Gregan auf 114 Länderspiele und zog damit mit Rekordhalter Jason Leonard gleich. Bevor die beiden Mannschaften aufliefen, durfte er allein das Feld betreten und wurde gebührend empfangen. Am 5. November 2005 bei der Niederlage Australiens gegen Frankreich in Marseille überholte er Leonard.
Beim Spiel um den Bledisloe Cup 2006 lief Gregan zum 55. Mal als Kapitän der australischen Nationalmannschaft auf und erreichte damit den Rekord von John Eales. Im folgenden Spiel gegen Südafrika übernahm er auch diesen Rekord und ist seitdem der Spieler Australiens, der die meisten Spiele als Kapitän bestritt. Für den Rest der Saison erhielt er eine Ruhezeit, Matt Giteau ersetzte ihn.

### 2007–2010
Im März 2007 gab der französische Zweitligist RC Toulon die Verpflichtung Gregans für die Saison 2007/08 bekannt. Im Anschluss an die Weltmeisterschaft 2007 sollte er seinen mit 400.000 € dotierten Kontrakt antreten. Am 28. April 2007 bestritt er sein letztes Heimspiel für die Brumbies. Neben ihm verließ auch Stephen Larkham das Super-14-Team. Beide Spieler wurden geehrt und mit dem Versprechen verabschiedet, dass eine Tribüne nach ihnen benannt wird. Bei der WM in Frankreich wurde Gregan nach sechs Jahren nicht mehr zum Kapitän ernannt, blieb aber weiterhin Vizekapitän. Die Rolle des Mannschaftsführers übernahm Stirling Mortlock, der das Team bis in das Viertelfinale führte, wo man erneut an England scheiterte.
In Toulon spielte Gregan an der Seite anderer hochkarätiger Spieler wie Anton Oliver, Victor Matfield oder Andrew Mehrtens. Trainer der Mannschaft ist Tana Umaga. Im Anschluss an den erfolgreichen Aufstieg mit Toulon wechselte Gregan in die japanische JLeague, zu den Suntory Sungoliath.
Nach einer Saison bei Toulon wechselte er zu den Suntory Sungoliath nach Japan, wo er weitere zwei Jahre spielte.